# Nick Kyrgios
Nicholas Hilmy Kyrgios (/ˈkɪriɒs/ KIRR-ee-oss; sinh ngày 27 tháng năm 1995) là một vận động viên quần vợt người Úc. Tính tới tháng 9 năm 2019, anh xếp hạng 27 đơn nam thế giới theo Hiệp hội quần vợt nhà nghề (ATP) và là tay vợt Úc xếp hạng cao nhất trên bảng xếp hạng ATP. Kyrgios đã giành sáu chức vô địch ATP và lọt vào tám trận chung kết ATP, trong đó có Cincinnati Masters 2017.
Ở cấp độ thiếu niên, Kyrgios vô địch nội dung đơn nam trẻ tại Giải quần vợt Úc Mở rộng 2013 và đôi nam trẻ tại Giải quần vợt Wimbledon 2013. Ở cấp độ chuyên nghiệp, Kyrgios lọt vào tứ kết Giải quần vợt Wimbledon 2014 (hạ gục tay vợt số 1 thế giới Rafael Nadal và số 13 thế giới Richard Gasquet trên đường vào tứ kết) và tứ kết Giải quần vợt Úc Mở rộng 2015. Kyrgios là một trong ba người duy nhất sau Dominik Hrbaty và Lleyton Hewitt từng thắng cả Roger Federer, Rafael Nadal và Novak Djokovic trong lần đầu đối mặt.
Kyrgios nổi tiếng là một tay vợt tài năng nhưng thiếu ổn định. Anh thường gặp rắc rối bởi thái độ thi đấu của mình. Vào ngày 15 tháng 8 năm 2019, Kyrgios bị phạt 113.000 đô la vì các hành vi của mình tại Cincinnati Masters 2019, mức phạt kỷ lục của ATP.

## Đời tư cá nhân
Kyrgios sinh ở Canberra, Úc với bố là người gốc Hy Lạp, Giorgos ("George") và mẹ là người gốc Mã Lai, Norlaila ("Nill"). Bố anh là thợ sơn nhà cửa, còn mẹ anhh là kỹ sư máy tính. Mẹ anh sinh ở Malaysia trong một gia đình hoàng gia Selangor, nhưng đã từ bỏ tước hiệu công chúa khi bà chuyển đến Úc ở tuổi đôi mươi. Anh có hai anh chị em là anh trai Christos và chị gái Halimah. Kyrgios họ tại trường Radford College cho tới năm lớp 8 và đạt chứng chỉ tốt nghiệp lớp 12 vào năm 2012 tại trường Daramalan College ở Canberra. Anh theo đạo Chính thống Hy Lạp và luôn đeo một chiếc dây chuyền có hình thánh giá.
Kyrgios là một cầu thủ bóng rổ tiềm năng, tham gia đội bóng rổ Lãnh thổ Thủ đô Úc và nước Úc ở tuổi thiếu niên trước khi quyết định chỉ tập trung vào quần vợt khi anh 14 tuổi. Hai năm sau, anh đã nhận được học bổng toàn phần tại Viện Thể thao Úc và tiếp tục phát triển sự nghiệp quần vợt. Vào năm 2013, Kyrgios chuyển nơi tập luyện từ Canberra sang Melbourne Park để tiếp cận với cơ sở vật chất tốt hơn cũng như được làm quen với các tay vợt trẻ khác. Một năm sau Tennis ACT quyết định chi 27 triệu đô la để cải tạo Trung tâm Quần vợt Lyneham ở Canberra để mang Kyrgios về đây và tổ chức các trận đấu tại Davis Cup và Fed Cup. Kyrgios xác nhận vào tháng 1 năm 2015 rằng anh sẽ trở lại Canberra. Anh cũng tài trợ 10.000 đô la vào dự án tái phát triển Trung tâm Lyneham.
Kyrgios là fan của đội bóng rổ Boston Celtics của NBA và câu lạc bộ bóng đá Tottenham Hotspur của Anh. Thần tượng thể thao của anh là cầu thủ bóng rổ Kevin Garnett. Các vận động viên mà anh ngưỡng mộ khi còn nhỏ là Roger Federer, Jo-Wilfried Tsonga, LeBron James và Michael Jordan. Kyrgios cũng là cổ động viên của câu lạc bộ bóng đá kiểu Úc North Melbourne Kangaroos tại giải Australian Football League.
Kyrgios từng là người yêu của tay vợt đồng hương Ajla Tomljanović. Anh và cô chia tay sau Wimbledon 2017, sau khi Kyrgios bị báo chí đăng các bức ảnh anh tiệc tùng với các cô gái khác. Họ xác nhận lại mối quan hệ này tại Úc Mở rộng 2018.

## Sự nghiệp trẻ
Kyrgios giành chức vô địch ITF thiếu niên đầu tiên ở Fiji vào tháng 6 năm 2010. Anh bắt đầu thi đấu thường xuyên hơn trong các tour đấu trẻ vào năm 2011, và lần đầu thi đấu Grand Slam tại Úc Mở rộng 2011. Trong năm 2012 anh giành hai chức vô địch grand slam đôi và vươn lên vị trí thứ ba trên bảng xếp hạng trẻ thế giới, mặc dù sau đó phải rút lui khỏi vòng Wildcard Playoff của nam tại Úc Mở rộng 2013 do chấn thương. Trong năm 2013, anh giành vị trí số 1 trẻ thế giới sau khi đánh bại Wayne Montgomery ở chung kết Traralgon International. Một tuần sau anh tham dự giải Úc Mở rộng với tư cách hạt giống số ba đơn nam trẻ và lọt vào chung kết với tay vợt Australia đồng hương Thanasi Kokkinakis. Sau khi cứu hai set point ở set đầu tiên, Kyrgios giành chức vô địch grand slam trẻ đầu tiên và duy nhất của anh trong sự nghiệp.

## Sự nghiệp chuyên nghiệp

### 2012-2013: Đầu sự nghiệp
Trong trận đấu thuộc vòng loại thứ nhất của Giải quần vợt Úc Mở rộng 2012, Kyrgios thắng set một sau loạt tie-break. Tuy nhiên đối thủ của anh là Mathieu Rodrigues thắng set hai và set ba. Kyrgios sau đó tiếp tục tham dự ITF Men's Circuit 2012 trong phần còn lại của mùa giải tại Úc, Đức, Nhật Bản và Slovenia. Anh lọt vào một trận bán kết và một trận tứ kết tại các giải đấu ở Úc. Anh kết thúc năm với thứ hạng 838.

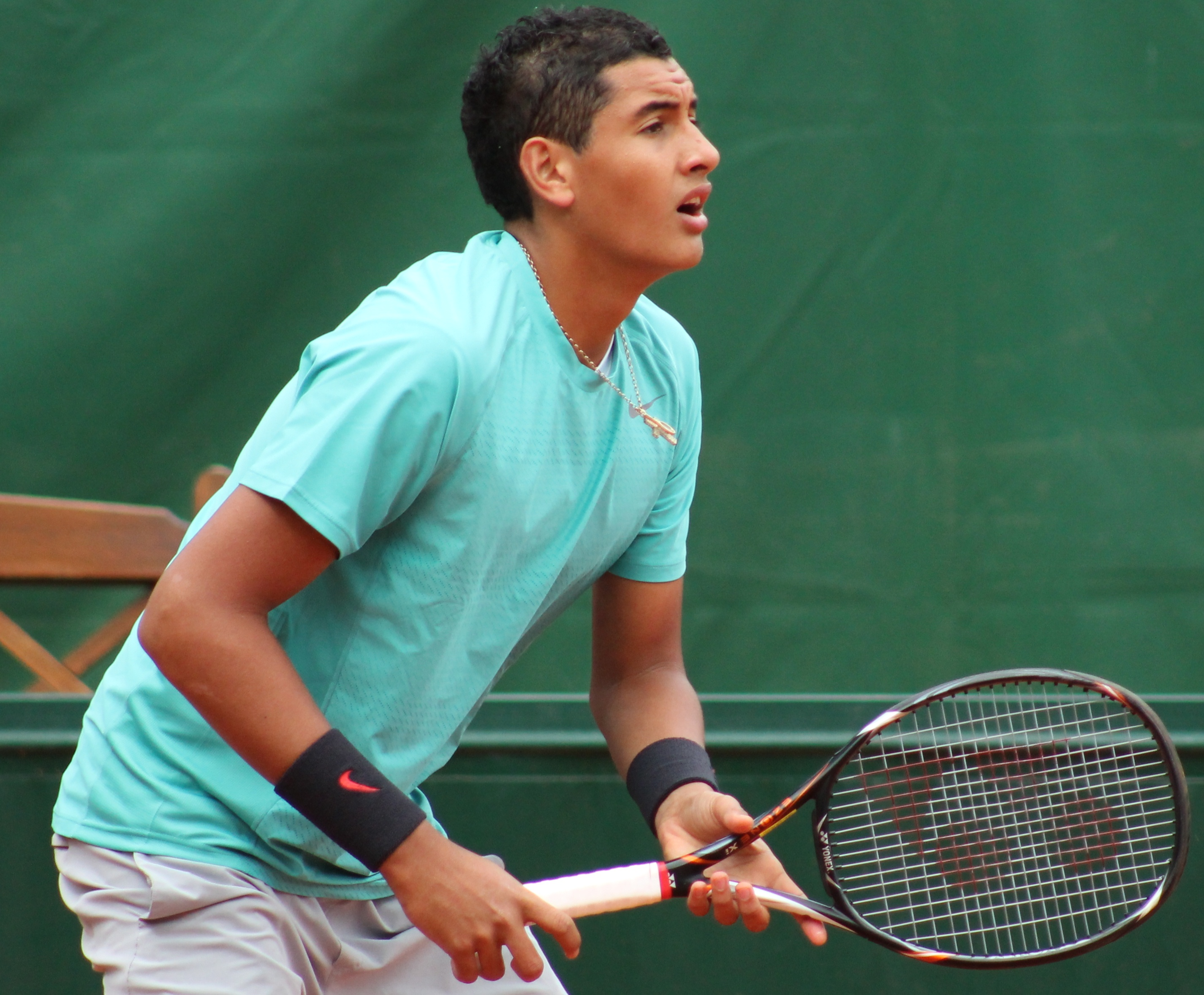
Kyrgios tại Giải quần vợt Pháp Mở rộng 2013

Kyrgios thi đấu giải đấu chuyên nghiệp đầu tiên của năm 2013 tại Brisbane International 2013 và thua ở vòng loại 1 trước James Duckworth. Anh tiếp tục thua ở vòng loại 1 của Giải quần vợt Úc Mở rộng 2013 trước Bradley Klahn trong hai set. Sau khi vô địch nội dung đơn nam trẻ, Kyrgios nói rằng anh muốn lọt vào top 300 trong năm 2013.
Tại Nature's Way Sydney Tennis International 2013, anh đánh bại đồng hương Matt Reid trong trận chung kết và lên ngôi vô địch challenger đầu tiên ở tuổi 17.
Kyrgios được trao suất wildcard tại vòng loại Giải quần vợt Pháp Mở rộng 2013. Tuy nhiên vào ngày 20 tháng 5 tay vợt John Millman buộc phải rút lui khỏi vòng đấu chính do chấn thương, và Kyrgios là người thay thế. Đây là main draw grand slam đầu tiên trong sự nghiệp của anh. Ở vòng một Kyrgios có chiến thắng không tưởng trong ba set trước tay vợt hạng 8 thế giới Radek Štěpánek. Đây là chiến thắng đầu tiên tại cấp độ ATP của Kyrgios. Mặc dù để thua Marin Čilić ở vòng tiếp theo nhưng thứ hạng của anh tăng lên là 213. Sau đó Kyrgios giành quyền tham dự Giải quần vợt Mỹ Mở rộng 2013. Anh bị David Ferrer loại ở loạt trận mở màn. Anh tiếp tục đạt thứ hạng 186 vào ngày 9 tháng 9 năm 2013. Vào tháng 10, Kyrgios tiến vào bán kết Sacramento Challenger 2013 nhưng thua trước Tim Smyczek. Anh kết thúc năm ở hạng 182.

### 2014: Tứ kết Wimbledon, chiến thắng trước số 1 thế giới

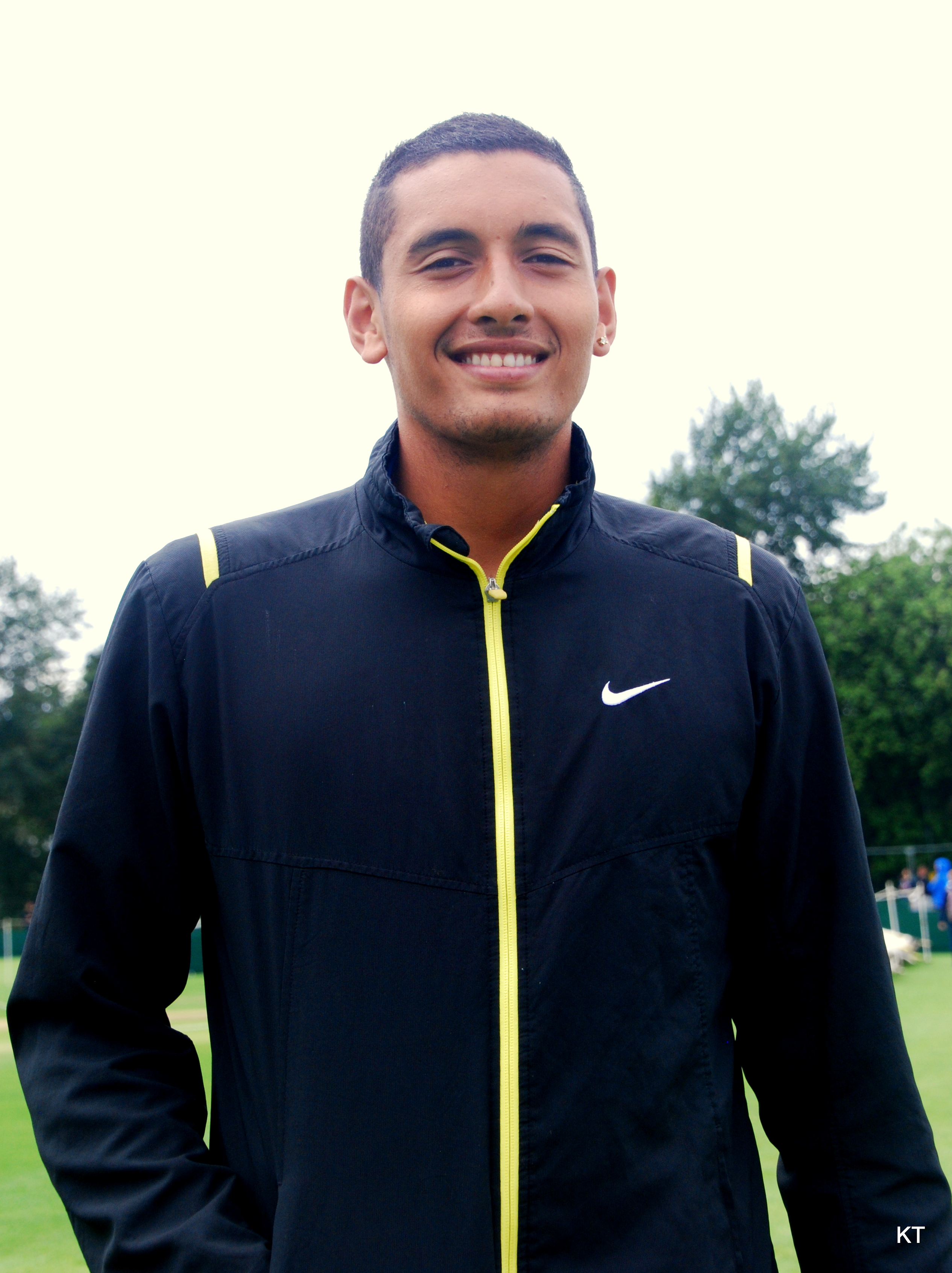
Kyrgios tại Giải quần vợt Wimbledon 2014

Kyrgios khởi đầu mùa giải 2014 với lần đầu tham dự Brisbane International thông qua suất đặc cách. Tuy vậy anh buộc phải rút lui khỏi giải vì chấn thương vai. Vào ngày 8 tháng 1, Kyrgios tiếp tục nhận suất đặc cách tại Giải quần vợt Úc Mở rộng 2014 và thắng ở trận ra quân trước Benjamin Becker sau bốn set. Anh để thua ở vòng hai trước hạt giống số 27 Benoît Paire sau 5 sets dù thắng hai set đầu tiên.
Kyrgios nhận vé wildcard tham dự U.S. National Indoor Tennis Championships 2014 nhưng thua ở vòng 1 trước Tim Smyczek. Kyrgios phải rút lui khỏi các giải ở Delray Beach và Acapulco do chấn thương khuỷu tay.
Kyrgios trở lại thi đấu tại Sarasota Open 2014 và lọt vào chung kết sau khi lần lượt đánh bại Jarmere Jenkins, Rubén Ramírez Hidalgo, Donald Young và lội ngược dòng trước Daniel Kosakowski. Anh vượt Filip Krajinović sau hai set và giành danh hiệu challenger thứ hai trong sự nghiệp. Kyrgios lọt tiếp vào chung kết Savannah Challenger 2014 và đánh bại hạt giống số hai Jack Sock. Kyrgios nhận vé đặc cách tham dự Giải quần vợt Pháp Mở rộng 2014 nhưng thua ở vòng một trước hạt giống số 8 Milos Raonic. Kyrgios giành danh hiệu challenger thứ tư trong sự nghiệp và thứ ba trong năm 2014 tại Aegon Nottingham Challenge 2014 khi chiến thắng người đồng hương Sam Groth trong các loạt tiebreak.
Vào tháng 6 Kyrgios giành vé wildcard tham dự Giải quần vợt Wimbledon 2014. Sau khi hạ gục Stéphane Robert sau 4 set ở vòng một, anh giành chiến thắng trước hạt giống số 13 Richard Gasquet sau màn rượt đuổi tỉ số trong 5 set. Kyrgios trước đó bị thua 2 set đầu và phải cứu tới 9 match point. Ở vòng ba, Kyrgios vượt qua Jiří Veselý của Cộng hòa Séc sau bốn set. Ở vòng đấu tiếp theo Kyrgios có chiến thắng lớn nhất trong sự nghiệp ở thời điểm đó trước đương kim số 1 thế giới Rafael Nadal sau bốn set. Anh là tay vợt nam đầu tiên kể từ Florian Mayer năm 2004 lọt vào tứ kết ngay trong lần ra mắt Wimbledon. Kyrgios dừng bước ở vòng tiếp theo trước Milos Raonic sau bốn set. Với thành tích này Kyrgios nhảy lên top 100 trên bảng xếp hạng ATP.
Tại Rogers Cup, Kyrgios có chiến thắng đầu tiên tại một giải Masters ATP trước Santiago Giraldo sau hai set. Kyrgios thua ở vòng hai trước hạt giống số 8 Andy Murray. Tại Mỹ Mở rộng, Kyrgios vào tới vòng ba sau các chiến thắng trước Mikhail Youzhny (hạt giống số 21) và Andreas Seppi, trước khi thua Tommy Robredo.
Kyrgios sau đó tham dự Malaysian Open nhưng bị loại ở vòng một. Anh quyết định nghỉ ngơi trong phần còn lại của mùa giải, kết thúc năm 2014 ở vị trí 52 thế giới và số 2 nước Úc sau Lleyton Hewitt.

### 2015: Tứ kết Grand Slam thứ hai, chung kết đầu tiên, top 30

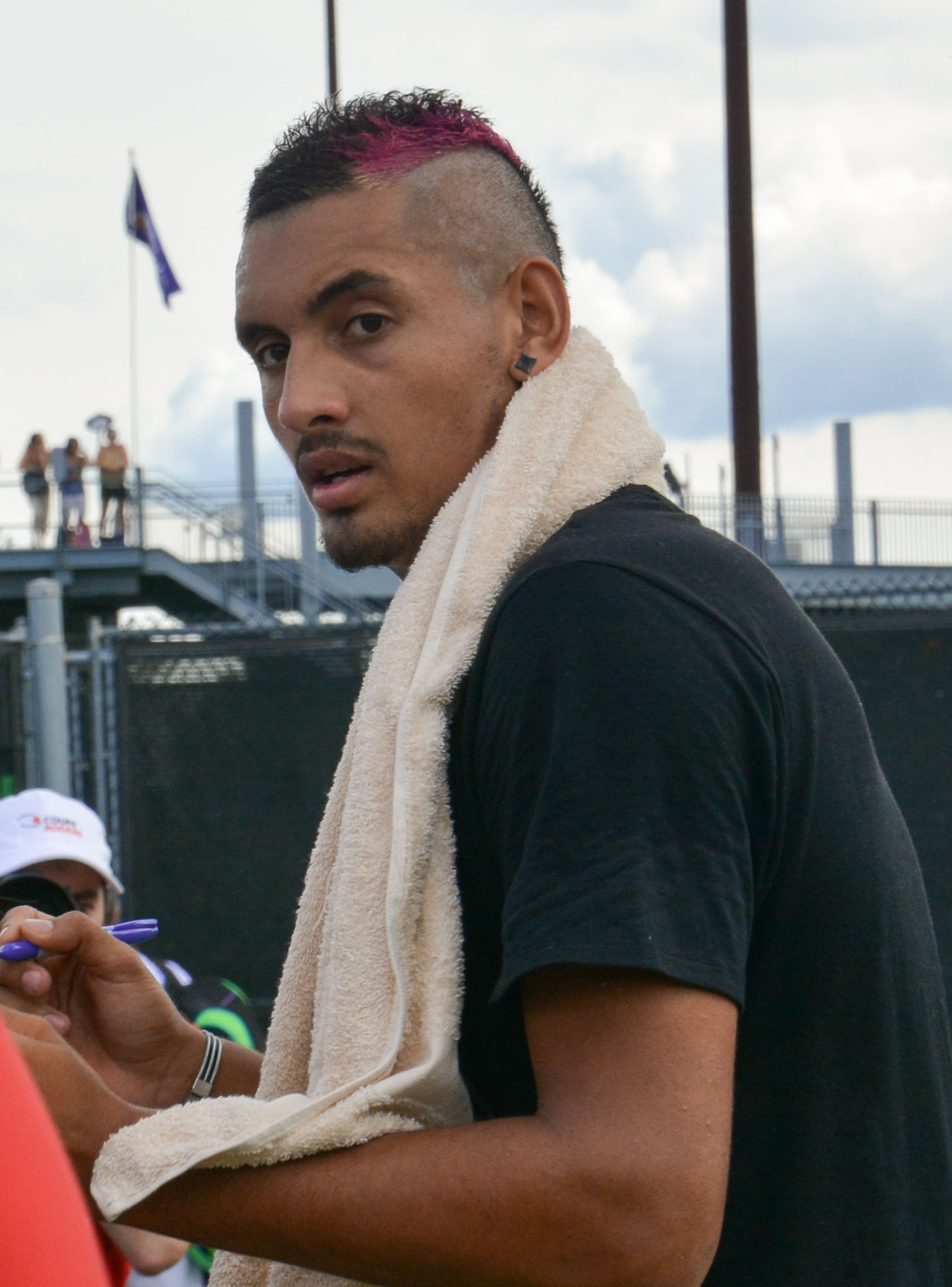
Kyrgios năm 2015

Kyrgios bắt đầu mùa giải tại giải Sydney International với thất bại ở trận mở màn trước Jerzy Janowicz sau ba set. Anh lần đầu tiên có vé vào thẳng Úc Mở rộng nhờ thứ hạng ATP. Anh đánh bại Federico Delbonis sau 5 set, thắng tiếp hạt giống số 23 Ivo Karlović ở vòng 2 và hạ gục Malek Jaziri ở vòng ba. Đối thủ tiếp theo ở vòng 4 là Andreas Seppi, người vừa mới vựot qua Roger Federer. Kyrgios để thua 2 set đầu và đối mặt với match point ở set 4 nhưng quay trở lại thành công để thắng sau 5 set. Anh trở thành tay vợt tuổi teen đầu tiên sau Federer vào năm 2001 lọt vào hai trận tứ kết Grand Slam liên tiếp, và tay vợt nam người Úc đầu tiên lọt vào tứ kết kể từ Lleyton Hewitt năm 2005, cũng như là người Úc đầu tiên kể từ Jelena Dokic ở Úc Mở rộng 2009. Kyrgios sau đó thua Andy Murray sau ba set ở tứ kết. Sau giải này anh đạt thứ hạng cao nhất sự nghiệp, thứ 35 thế giới. Anh sau đó rút lui khỏi các giải đấu ở Marseille và Dubai do chấn thương lưng ở giải Úc Mở rộng. Tại Indian Wells, anh có cơ hội giành match point trước Grigor Dimitrov nhưng gặp vấn đề với mắt cá chân và để thua ngay sau đó.
Anh trở lại sau chấn thương tại Barcelona Open. Sau khi được miễn vòng 1, anh để thua trước Elias Ymer sauba set.
Tại Estoril Open, Kyrgios lần đầu tiên trong sự nghiệp lọt vào chung kết một giải ATP, sau các chiến thắng trước Albert Ramos Viñolas, Filip Krajinović, Robin Haase và Pablo Carreño Busta. Anh thua Richard Gasquet trong trận chung kết.
Một tuần sau đó tại vòng hai Madrid Open, Kyrgios đánh bại tay vợt số hai thế giới Roger Federer, cứu hai match point ở loạt tie-break trong set cuối. Tuy nhiên anh để thua John Isner ở vòng tiếp theo.
Tại Pháp Mở rộng, Kyrgios được xếp hạng hạt giống thứ 29. Anh thắng trong ba set trước Denis Istomin của Uzbekistan. Kyle Edmund, đối thủ của Kyrgios ở vòng 2, bỏ cuộc vì chấn thương. Anh bị loại ở vòng ba trước Andy Murray. Tại nôi dung đôi nam, Kyrgios và đồng đội Mahesh Bhupathi thua ở vòng một trước cặp Thanasi Kokkinakis và Lucas Pouille.
Với tư cách hạt giống số 26 tại Wimbledon 2015, Kyrgios lần lượt vượt qua Diego Schwartzman và Juan Mónaco ở vòng 1 và 2. Anh lội ngược dòng ở vòng ba trước hạt giống số 7 Milos Raonic trước khi bị loại bởi Richard Gasquet ở vòng bốn, sau khi lãng phí nhiều set point ở set thứ 4. Tại giải này Kyrgios gây tranh cãi bởi hành vi của mình. Trong trận đấu ở vòng ba với Schwartzman, Kyrgios có ý định bỏ thi đấu sau một tình huống bóng không rõ đã chạm vạch hay chưa. Ở trận đấu sau, anh bị trọng tài biên nghe thấy việc sử dụng ngôn từ tục tĩu ("dirty scum", đồ cặn bã bẩn thỉu); Kyrgios nói rằng anh không nhắm tới trọng tài chính. Trong trận đấu tại vòng ba với Raonic, Kyrgios đập vợt khiến vợt nảy lên khán đài sau một tình huống bỏ lỡ break point. Anh bị bật khỏi top 40 sau giải đấu này.

### 2016: Vô địch Hopman Cup, top 15 và lần đầu giành danh hiệu
Kyrgios bắt đầu năm 2016 tại Hopman Cup cùng Daria Gavrilova để lập thành đội Úc Xanh. Ở vòng bảng, Úc Xanh thắng Đức 3–0, trong đó Kyrgios giành chiến thắng ở trận đánh đơn trước Alexander Zverev, và cùng Gavrilova giành chiến thắng ở trận đánh đôi. Ở trận gặp Anh Quốc, Kyrgios có chiến thắng trước tay vợt số 2 thế giới Andy Murray và tiếp tục cùng Gavrilova thắng ở trận đánh đôi, qua đó giành thắng lợi 2–1 trước đội Anh. Anh sau đó vô địch Hopman Cup cùng Gavrilova, sau khi thắng đội Ukraina trong trận chung kết. Đây là danh hiệu chuyên nghiệp đầu tiên của Kyrgios ở cấp độ thế giới.
Tại Giải quần vợt Úc Mở rộng 2016 anh thắng Pablo Carreño Busta và Pablo Cuevas trước khi bị Tomáš Berdych loại sau 4 set. Kyrgios giành chức vô địch ATP đầu tiên tại giải Open 13 ở Marseille sau khi đánh bại Richard Gasquet ở tứ kết, Tomáš Berdych ở bán kết và Marin Čilić ở chung kết, tất cả đều chỉ trong 2 set. Kyrgios kết thúc giải đấu mà không để mất một break nào.
Tại Dubai Tennis Championships Kyrgios lọt vào bán kết nhưng bỏ cuộc trước Stan Wawrinka khi đang bị dẫn trước (4–6, 0–3). Tại Indian Wells 2016, anh thua ở vòng 1 trước Albert Ramos Viñolas (6–7, 5–7).

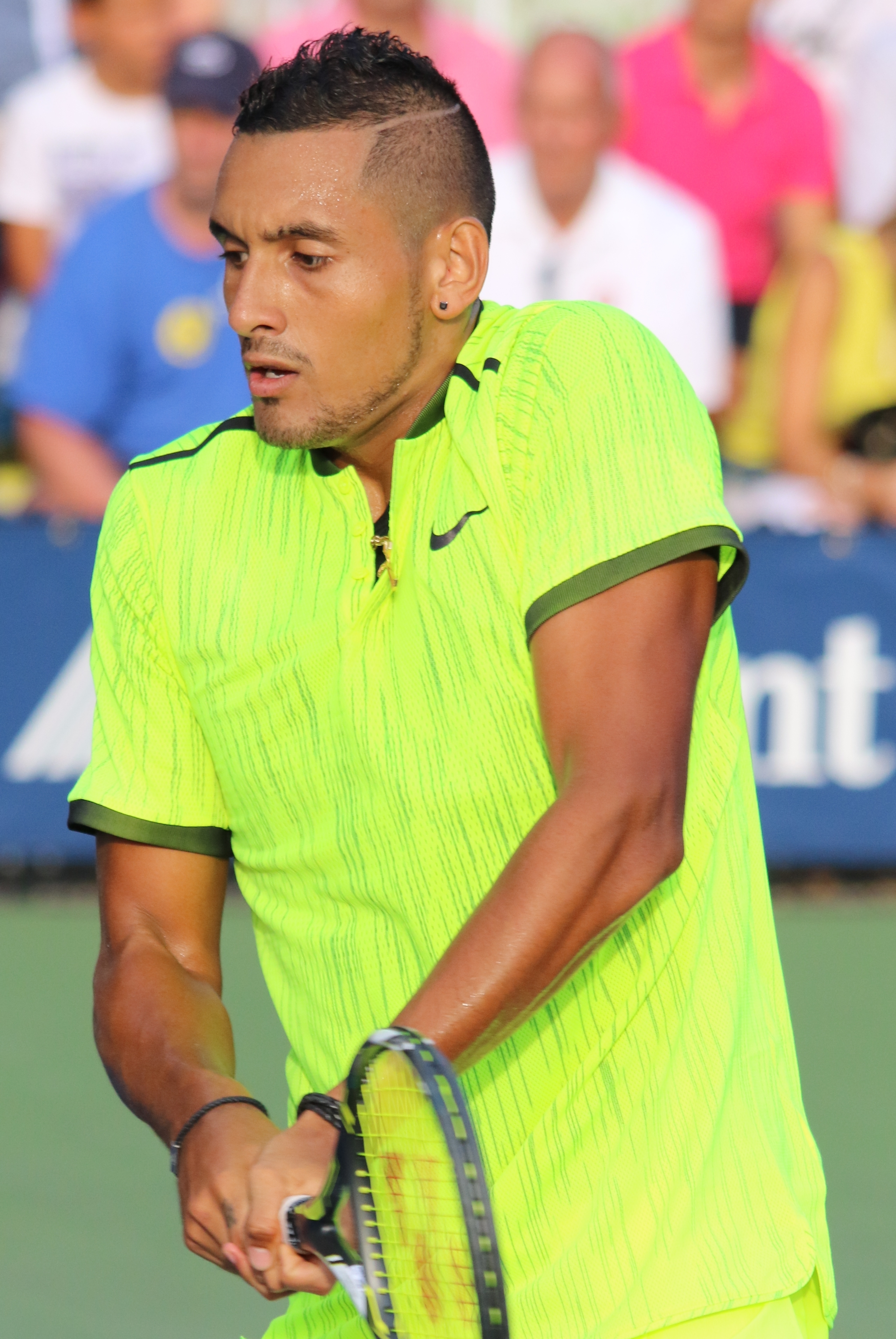
Kyrgios tại Giải quần vợt Mỹ Mở rộng 2016

Tại Miami Open 2016 Kyrgios lọt vào trận bán kết ATP World Tour Masters 1000 đầu tiên sau các trận thắng trước Marcos Baghdatis, Tim Smyczek, Andrey Kuznetsov và Milos Raonic. Anh thua ở bán kết trước Nishikori Kei. Sau giải đấu này, Kyrgios lọt vào top 20 lần đầu trong sự nghiệp. Kyrgios thi đấu tại giải đấu lớn thứ hai trong năm là Pháp Mở rộng với tư cách hạt giống số 14. Anh đánh bại Marco Cecchinato và Igor Sijsling để lọt vào vòng ba, trước khi để thua trước Richard Gasquet.
Kyrgios tham dự giải đấu lớn thứ ba trong năm là Wimbledon với tư cách hạt giống số 15. Anh lọt vào vòng sau khi vượt qua Radek Štěpánek, Dustin Brown và Feliciano López. Ở vòng 4 Kyrgios thua trước hạt giống số 2 Andy Murray, người sau đó lên ngôi vô địch Wimbledon. Tại Atlanta anh lọt vào chung kết sau các chiến thắng trước Jared Donaldson, Fernando Verdasco và Yoshihito Nishioka. Kyrgios thắng John Isner ở chung kết để giành chức vô địch ATP đầu tiên trong sự nghiệp. Kyrgios vươn lên vị trí thứ 16 thế giới, cao nhất trong sự nghiệp, sau giải đấu này.
Kyrgios vào tới vòng ba Giải quần vợt Mỹ Mở rộng 2016 gặp Illya Marchenko, tuy nhiên anh buộc phải bỏ cuộc vì chấn thương hông. Anh trở lại với chiến thắng cùng đội tuyển Úc tại playoff Davis Cup Nhóm Thế giới. Vào tháng 10, sau trận thua trước Kevin Anderson tại Chengdu Open 2016, Kyrgios có chức vô địch ATP World Tour 500 đầu tiên ở Tokyo tại Rakuten Japan Open Tennis Championships khi đánh bại David Goffin sau ba set.

### 2017: Chung kết Masters đầu tiên
Tại Giải quần vợt Úc Mở rộng 2017, Kyrgios được xếp hạng hạt giống thứ 14. Anh vượt qua Gastão Elias trước khi bị Andreas Seppi loại ở vòng 2 dù thắng 2 set đầu. Tại Mexican Open, Kyrgios thắng Novak Djokovic ở tứ kết. Djokovic chỉ giành 20,5% số điểm khi phải trả giao bóng, thành tích thấp nhất trong sự nghiệp của Djokovic. Kyrgios sau đó thua Sam Querrey ở bán kết. Kyrgios một lần nữa thắng Djokovic ở vòng 4 Indian Wells Masters. Sau đó anh rút lui khỏi trận đấu tứ kết với Roger Federer vì không đủ sức khỏe. Tại Miami, anh vượt qua David Goffin và Alexander Zverev trước khi thua ở bán kết trong ba set trước Federer.
Tại Madrid, anh để thua ở vòng ba trước Rafael Nadal. Tại Roland Garros, Kyrgios thua Kevin Anderson dù thắng set đầu tiên. Sauddos anh rút lui khỏi các giải Queen's Club, Wimbledon và Washington do chấn thương. Sau chuỗi đi xuống về phong độ, Kyrgios vào tới vòng 3 Montreal Masters và thua Alexander Zverev sau hai set. Tại Cincinnati Masters, Kyrgios lọt vào tới tứ kết, nơi anh hạ Rafael Nadal sau hai set. Anh tiếp tục thắng David Ferrer và lọt vào trận chung kết Masters 1000 đầu tiên, tuy nhiên để thua tại đây trước Grigor Dimitrov. Tại China Open, anh để thua Nadal trong trận chung kết với các tỉ số 2–6, 1–6.

### 2018: Chức vô địch trên sân nhà, rút lui khỏi mùa giải đất nện
Tại Brisbane International 2018, Kyrgios được vào thẳng vòng 2 với tư cách hạt giống số 3. Kyrgios thua ở set đầu vòng 1 trước Matthew Ebden sau loạt tie-break, tuy nhiên anh kịp tìm lại phong độ và thắng ở hai set còn lại. Anh vào tới chung kết và đánh bại Ryan Harrison. Chiến thắng của Kyrgios giúp anh trở lại top 20 thế giới.
Tại vòng 3 Úc Mở rộng, Kyrgios đánh bại Jo-Wilfried Tsonga sau bốn set. Anh bị loại ở vòng tiếp theo trước Grigor Dimitrov sau bốn set, trong đó cả ba set thắng của Dimitrov đều cần tới loạt tie-break để phân định. Kyrgios có tới 36 điểm ace trong trận đấu này.
Sau Úc Mở rộng, Kyrgios để thua Alexander Zverev tại Davis Cup, một phần do anh phải thi đấu với khuỷu tay bị thương. Anh buộc phải hủy bỏ kế hoạch tham dự Delray Beach Open và Indian Wells Masters. Anh tiếp tục mùa giải tại Miami Open, nơi anh vượt qua Dusan Lajovic và Fabio Fognini trước khi thua Alexander Zverev. Kyrgios trải qua một mùa giải đất nện mờ nhạt và không thi đấu tại Pháp Mở rộng vì lý do chấn thương khuỷu tay.
Kyrgios và người đánh cặp Jackson Withrow bị loại ở vòng một nội dung đôi bởi Sriram Balaji và Vishnu Vardhan. Tại Stuttgart Open, anh lọt vào bán kết và để thua 7–6(7–2), 2–6, 6–7(5–7) trước Roger Federer. Sau Stuttgart, Kyrgios tham dự Queen's Club Championships. Anh giành chiến thắng trước Andy Murray với các tỉ số 2–6, 7–6(7–4), 7–5. Đáng chú ý là, đây là trận đấu đánh dấu sự trở lại của Murray kể từ Wimbledon 2017; đây cũng là trận thắng đầu tiên của Kyrgios trước Murray sau 5 trận thua trước đó. Anh dừng bước ở bán kết Marin Čilić sau hai loạt tiebreak, (6–7(3–7), 6–7(4–7)). Tại Wimbledon, Kyrgios thắng Denis Istomin và Robin Haase nhưng thua Kei Nishikori sau ba set ở vòng ba.
Ở vòng hai Mỹ Mở rộng, Kyrgios dường như đã nhận được sự tư vấn từ trọng tài Mohammed Lahyani để giúp anh lội ngược dòng trước Pierre-Hughes Herbert với tỉ số 4–6, 7–6(8–6), 6–3, 6–0. Hành trình tại US Open của anh kết thúc ở vòng hai sau khi thúc thủ trước Roger Federer.
Tại Laver Cup, Kyrgios một lần nữa để thua trước Roger Federer. Tuy vậy anh cùng với Jack Sock giành chiến thắng trước Grigor Dimitrov và David Goffin ở một trận đánh đôi. Tại Thượng Hải Masters, anh bị trọng tài chính cảnh cáo vì thái độ thi đấu không hết mình trong trận thua trước tay vợt hạng 104 Bradley Klahn (6–4, 4–6, 3–6). Giải đấu ATP cuối cùng trong năm của anh là Kremlin Cup. Anh đánh bại Andrey Rublev trong ba set trước khi bỏ cuộc trong trận gặp Mirza Bašić do chấn thương.

### 2019: Hai danh hiệu ATP 500, bị loại tại Roma, tẩy chay mùa giải đất nện, lệnh cấm 16 tuần
Kyrgios bắt đầu năm 2019 tại Brisbane International với chiến thắng trước Ryan Harrison vòng 1. Anh thua ở vòng tiếp theo trước Jérémy Chardy. Phong độ không tốt tiếp tục khiến Kyrgios thất bại trước Milos Raonic ở giải Úc Mở rộng.
Kyrgios giành chức vô địch ATP thứ năm tại México sau khi đánh bại ba tay vợt trong top 10 (Rafael Nadal, John Isner và Alexander Zverev) và người ba lần vô địch Grand Slam Stan Wawrinka. Hành trình sau đó tại Miami Open cũng ngập tràn những tranh cãi: trong chiến thắng trước Dušan Lajović ở vòng ba, Kyrgios có hai lần phát bóng dưới eo và có một cuộc cãi vã với một khán giả; ở trận thua Borna Ćorić sau đó, anh tiếp tục đôi co với khán giả cũng như đập vợt.
Tại Roma, Kyrgios đánh bại Daniil Medvedev nhưng bị xử thua ở vòng đấu tiếp theo trước Casper Ruud. Ở set ba của trận đấu, anh tỏ thái độ bực tức bằng cách ném ghế xuống sân và có lời lẽ không hay với trọng tài dây. Anh cũng không nhận được điểm số và tiền thưởng, tuy nhiên may mắn không bị phạt thêm. Tại Wimbledon, Kyrgios đánh bại đồng hương Jordan Thompson sau năm set nhưng thua Rafael Nadal ở vòng sau đó.
Sau sự cố tại Cincinnati Masters 2019, trong đó anh bị phạt 113.000 đô la vì năm lỗi phi thể thao, ATP tiến hành xem xét các hành vi của Kyrgios. Vào ngày 26 tháng 9, anh bị thi đấu cấm 16 tuần và phải nộp phạt 25.000 đô la, cùng với đó là sáu tháng thử thách. Mặc dù Nick Kyrgios thừa nhận đã sai lầm về phát ngôn, ATP giải thích rằng họ đã tiến hành xem xét Kyrgios một lần nữa sau những bình luận của anh tại US Open.

## Đội tuyển quốc gia

### Davis Cup
Kyrgios ra mắt tại Davis Cup cho đội tuyển Úc tại Davis Cup 2013 trước Ba Lan. Anh thay thế cho Marinko Matosevic sau khi thắng tay vợt này trong một trận playoff chuẩn bị cho trận gặp Ba Lan. Anh được xếp đánh cặp với Chris Guccione trong một trận đánh đôi quan trọng. Họ để thua trước Mariusz Fyrstenberg và Marcin Matkowski sau năm set. Anh thắng ở trận đánh đơn sau khi Michał Przysiężny bỏ cuộc.
Vào năm 2015 Kyrgios thua ở trận đấu đơn của mình ở loạt trận tứ kết với Kazakhstan. Anh gây tranh cãi với phát ngôn "Tôi không muốn có mặt ở đây". Kyrgios được thay thế bằng Sam Groth ở trận đánh đơn còn lại. Anh bị loại khỏi đội hình chuẩn bị cho trận bán kết với Anh Quốc. Anh trở lại Davis Cup vào tháng 9 năm 2016 trong trận playoff Nhóm Thế giới với Slovakia.

### Thế vận hội
Kyrgios đủ tư cách dự Thế vận hội Mùa hè 2016, tuy nhiên những bất đồng với Ủy ban Olympic Úc đã buộc anh rút lui khỏi giải đấu. Kyrgios sau đó bày tỏ nguyện vọng tranh tài tại Thế vận hội Mùa hè 2020.

## Lối chơi

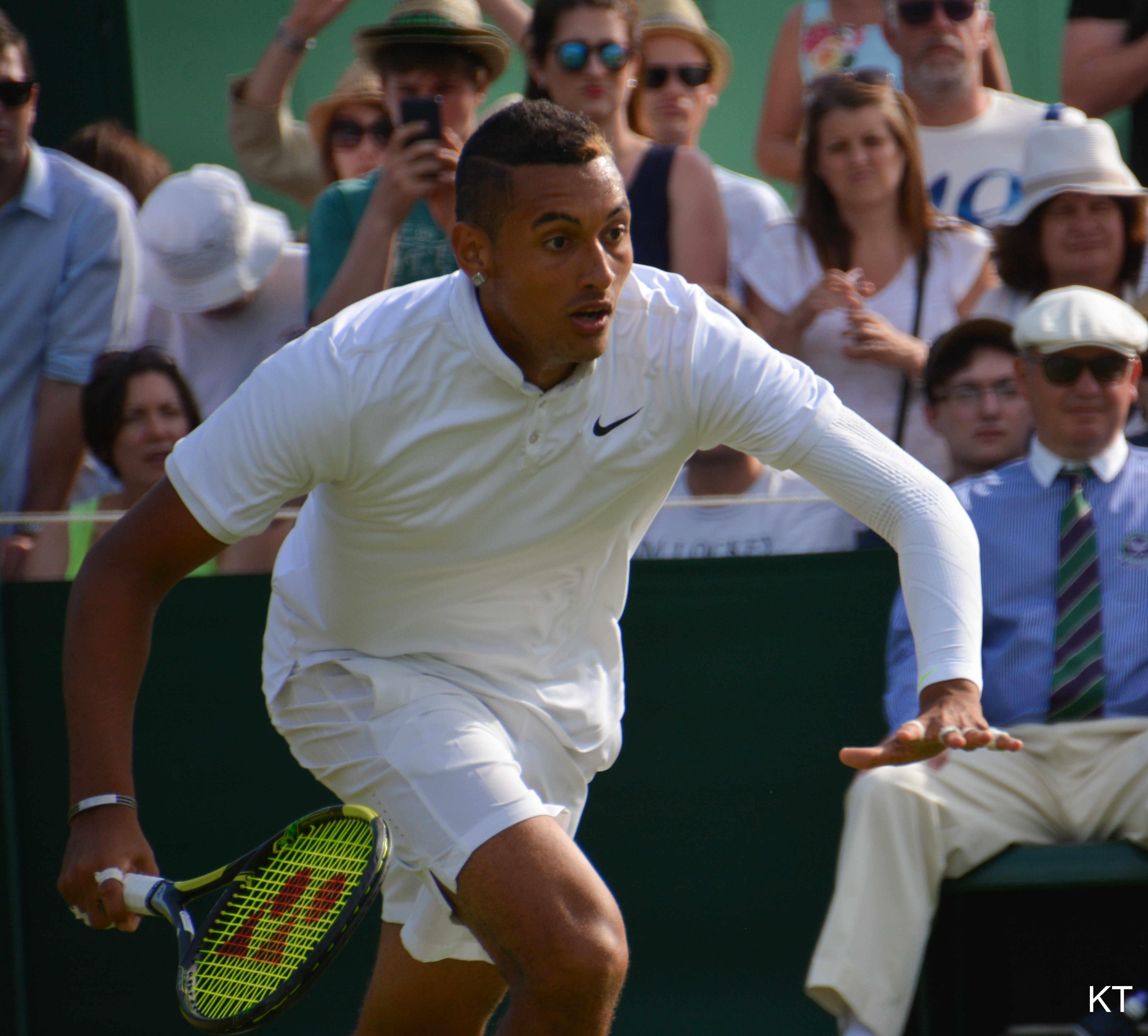
Kyrgios tại Giải quần vợt Wimbledon 2015

Kyrgios nói rằng anh không e ngại đối thủ nào và luôn thi đấu một cách tích cực. Cựu tay vợt số 1 Anh Quốc John Lloyd cảm thấy thích thú khi theo dõi Kyrgios bởi lối đánh biến hóa và tinh tế, và cho rằng tính cách của tay vợt người Úc giúp kéo khán giả tới sân. Paul Annacone, cựu tay vợt top 15 và từng huấn luyện cho Roger Federer cho rằng Nick là tay vợt tài năng nhất kể từ khi Roger xuất hiện.
Một trong các điểm mạnh của Kyrgios là cú giao bóng, với độ chính xác thường ở khoảng 75%. Tuy nhiên, anh cũng có một cú thuận tay mạnh mẽ cùng cú đánh trái tay ổn định và nguy hiểm. Thêm vào đó những cú cắt bóng và lên lưới hiệu quả. Mặc dù anh đánh tốt hơn trên sân cỏ và sân cứng, anh có trận chung kết ATP Tour đầu tiên trên sân đất nện tại Estoril. The Economist nhận xét Kyrgios một tay vợt có cú giao bóng lợi hại nhưng tấn công quá đơn điệu. Một cú đánh đáng chú ý của anh là quả giao bóng lỏng tay dưới hông mà anh hay sử dụng, đặc biệt là trong trận đấu với Rafael Nadal ở Mexican Open vào năm 2019.

## Danh tiếng và tranh cãi
Kyrgios là một tay vơt tài năng nhưng thiếu ổn định và nóng nảy. Kyrgios báo chí và các tay vợt khác trong đó có John McEnroe lên án vì thi đấu không hết mình, sử dụng từ ngữ khiếm nhã, và có hành vi phi thể thao. Vào năm 2019, Associated Press nhận xét Kyrgios là người khó đoán và hay vướng vào rắc rối khi thi đấu. Tuy nhiên, anh cũng được biết đến với tính cách thẳng thắn và cá tính mạnh mẽ của mình.

### Cố tình thi đấu dưới sức
Tại Giải quần vợt Wimbledon 2015, sau nhiều tình huống trả giao bóng không thành công, Kyrgios bị cáo buộc cố tình thi đấu dưới sức ("tanking") trong set hai của trận thua trước Richard Gasquet ở vòng bốn. Kyrgios bị khán giả la ó vì liên tục tỏ ra không hết mình, tuy nhiên anh phủ nhận điều này.

### Stan Wawrinka
Trong một trận đấu tại Rogers Cup 2015, Kyrgios có những lời lẽ xúc phạm lên đối thủ của anh là Stan Wawrinka. Sau một khi một tình huốn bóng kết thúc, Kyrgios lớn tiếng nói rằng: "Kokkinakis ngủ với bạn gái của anh đấy. Rất tiếc khi phải nói điều đó". Microphone cũng thu được tiếng Kyrgios nói rằng Wawrinka "ngủ với người 18 tuổi". Sau trận đấu, Wawrinka cho biết những câu nói trên là không thể chấp nhận được và mong muốn có hình phạt đối với Kyrgios.
Kyrgios bị phạt 13.127 đô la và nhận thêm một án phạt 32.818 đô la cùng với cấm thi đấu 28 ngày từ phía ATP. Anh khẳng định mình đã xin lỗi Wawrinka, mặc dù Wawrinka phủ nhận điều này. Bà Nill, mẹ của Kyrgios, đã đóng tài khoản Twitter của bà vài giờ sau sự cố này bởi những lời chỉ trích nhắm vào bà. Nill Kyrgios cho biết rằng những con trai bà hành động như vậy để phản ứng lại việc Wawrinka buộc tội Nick "giả vờ bị chấn thương" trong một trận đấu trước đó giữa hai người.
Sau khi xem xét lại sự cố trên, Hiệp hội quần vợt nhà nghề quyết định treo lệnh cấm 28 ngày lại và chờ trong sáu. Kyrgios sẽ bị phạt thêm 25.000 đô la nếu gây ra lỗi hành vi về lời nói hay thân thể trong thời gian sáu tháng đó. Cũng tại giải này anh bị phạt 3.281 đô la vì những lời nói nhắm tới một người nhặt bóng.

### Thượng Hải Masters
Vào tháng 10 năm 2016 Kyrgios bị phạt 32.900 đô la (trước đó bị phạt 21.659—13.127 đô la vì thiếu tinh thần thi đấu, 6.563 đô la vì lời lẽ phản cảm với khán giả, và 1.969 đô la vì hành vi phi thể thao) và bị cấm thi đấu 8 tuần vì không thi đấu đúng sức mình trước Mischa Zverev ở vòng hai Thượng Hải Masters. Anh thua trận với tỉ số 6–3, 6–1 sau 48 phút, và có thời điểm đã hỏi trọng tài, "ông có thể cho hết giờ luôn để tôi có thể kết thúc trận đấu và đi về nhà được không?"
Khi được hỏi trong một buổi họp báo sau đó rằng liệu Kyrgios có nghĩ anh nợ người hâm mộ một thái độ thi đấu tích cực hơn, anh trả lời: "Điều đó có nghĩa là gì chức? Tôi giỏi đánh bóng vào lưới. Chẳng làm sao cả. Tôi chẳng nợ họ điều gì cả. Nếu các bạn không thích thì tôi cũng không khiến các bạn tới xem. Cứ về thôi."

### Chỉ trích của John McEnroe
Cựu tay vợt người Mỹ John McEnroe nhiều lần chỉ trích cách cư xử của Kyrgios. Sau thất bại của Kyrgios trước Andy Murray tại Wimbledon 2016, McEnroe phê bình sự nóng nảy của anh: "Kyrgios phải tự nhìn lại bản thân nếu cậu ta muốn trở thành tay vợt hàng đầu và giành Grand Slam." Ông nghi ngờ cách nhìn nhận của anh đối với quần vợt sau khi Kyrgios đi xem trận đánh đôi của Lleyton Hewitt ngay sau khi kết thúc trận đấu với Murray. Sau khi bị loại tại US Open 2015, Kyrgios lại tiếp tục là mục tiêu công kích của McEnroe khi ông kêu gọi Kyrgios nên giải nghệ: "Nick Kyrgios, nếu cậu không muốn làm một vận động viên chuyên nghiệp thì đi làm việc gì khác đi."
Mặc dù vậy McEnroe cũng ca ngợi tài năng của Kyrgios. Vào cuối năm 2018 trên kênh Nine Network, McEnroe cho rằng Kyrgios là "tay vợt tài năng nhất trong mười năm qua". McEnroe cũng cho biết Kyrgios có lẽ sẽ tự loại mình ra khỏi cuộc chơi nếu anh ta tiếp tục thể hiện sự thiếu nghiêm túc.

### Tình yêu quần vợt
Kyrgios từng công khai thừa nhận anh "không yêu quần vợt" mà yêu thích bóng rổ hơn. Anh công khai chỉ trích sự cống hiến của mình đối với quần vợt sau khi bị loại khỏi Giải quần vợt Mỹ Mở rộng 2017, rằng anh "không hề [có ý chí] cống hiến cho môn thể thao" và "có những tay vợt hết mình hết sức hơn, họ muốn trở nên xuất sắc hơn mỗi ngày. Tôi không phải người như vậy."

### Các án phạt khác
Kyrgios từng bị phạt và cảnh cáo vì nhiều hành vi không phù hợp. Anh bị bắt ba lỗi gồm lớn tiếng sử dụng từ ngữ không phù hợp và đập vợt tại Mỹ Mở rộng 2014, bị phạt 4.926 đô la cho những lời tục tĩu và đập vợt tại Úc Mở rộng 2015, bị phạt 12.470 đô la vì hành vi phi thể thao và 2.625 đô la vì chửi thề tại Wimbledon 2015, bị phạt 4.370 đô la khi chửi thề tại Úc Mở rộng 2016 (anh còn gọi điện thoại trong khi thi đấu một trận đánh đôi nam nữ), bị phạt 6.200 đô la vì chửi thề tại Pháp Mở rộng 2016 và 8.690 đô la vì chửi thề tại Wimbledon 2016.
Tại Queen's Club Championships 2018, Kyrgios bị phạt 17.500 đô la sau khi "bắt chước hành động thủ dâm bằng chai nước" trong thời gian nghỉ ngơi ở trận bán kết với Marin Čilić.
Tại Internazionali BNL d'Italia 2019, Kyrgios bị truất quyền thi đấu trong trận đấu ở vòng hai với Casper Ruud sau khi chửi thề một trọng tài dây, đá một chai nước, và ném ghế vào trong sân. Kyrgios sau đó bị phạt 20.000 euro cũng như bị thu hồi tiền thưởng và điểm số, và phải đền bù thiệt hại mà anh gây ra.
Vào tháng 6 năm 2019, Kyrgios bị phạt 17.500 đô la vì hành vi phi thể thao tại Queen's Club Championships 2019.
Kyrgios bị phạt 113.000 đô la vì năm hành vi phi thể thao tại Cincinnati Masters 2019. Trong set thứ hai, Kyrgios cảm thấy rằng đồng hồ đếm đếm ngược thời gian (giữa mỗi điểm số) bắt đầu quá sớm, và bắt đầu nặng lời trách móc trọng tài Fergus Murphy, nói rằng vị trọng tài này là trọng tài "tệ nhất". Sau đó anh rời khỏi sân với lý do cần phải sử dụng nhà vệ sinh, tuy nhiên thực tế anh vào đó để đập hai cây vợt lên sàn. Vào cuối trận đấu, Kyrgios nói với Murphy rằng ông là một "thứ công cụ chết tiệt" (a fucking tool) và không bắt tay trọng tài, thể hiện một cử chỉ thô tục và có vẻ như đã nhổ nước bọt về phía ông. 
The fine set an ATP record.

## Nhà tài trợ

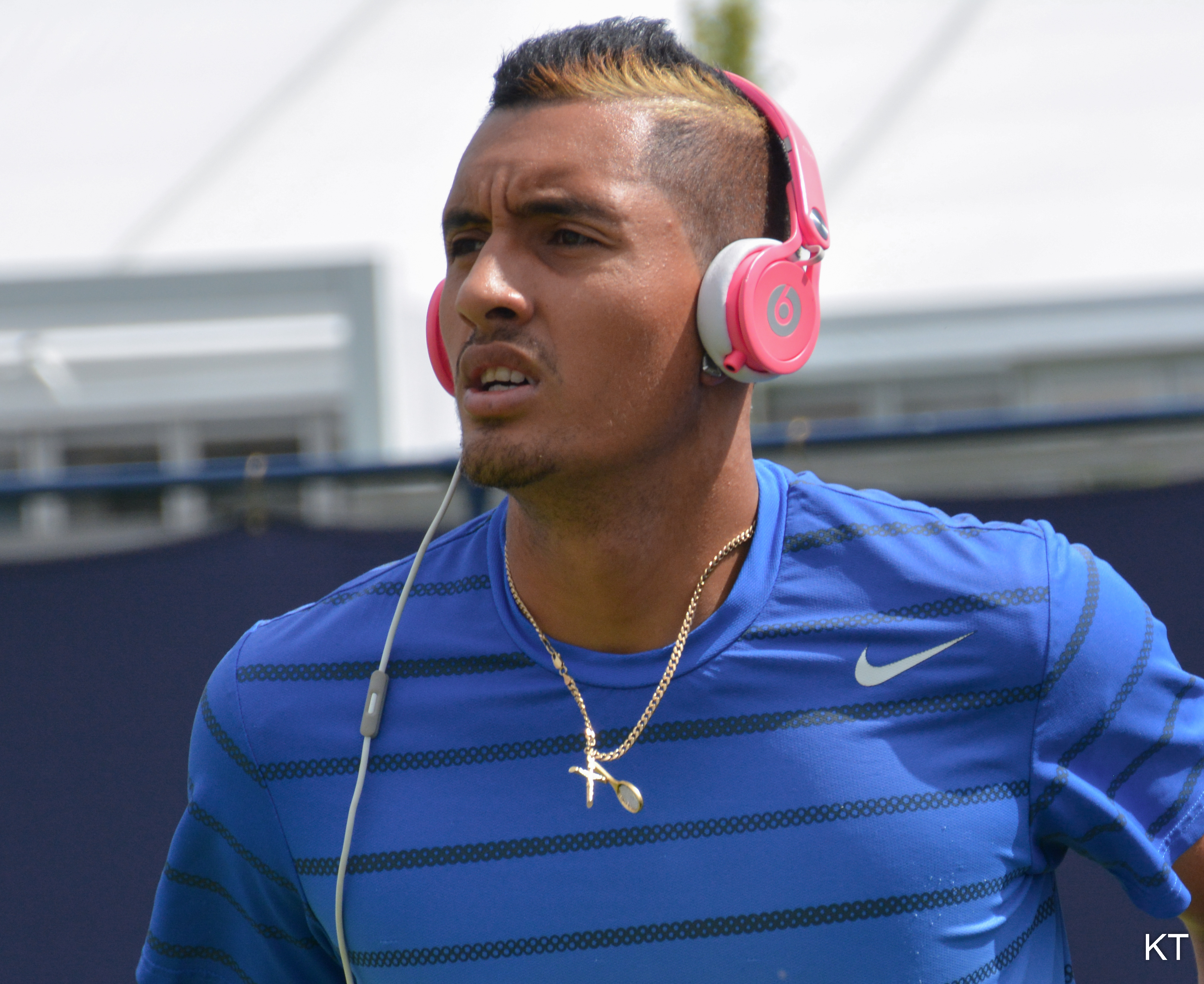
Kyrgios tại Aegon Championships 2015

Kyrgios có hợp đồng với nhiều hãng như Yonex, Nike và Beats. Bonds cắt đứt quan hệ với Kyrgios sau những tranh cãi của anh năm 2015. Malaysia Airlines chấm dứt hợp tác với sau sự cố tại Thượng Hải 2016.
Kyrgios là người đóng góp sáng lập của công ty truyền thông vận động viên, PlayersVoice, và cũng đã đầu tư tài chính vào nền tảng kỹ thuật số này.

## Thống kê sự nghiệp

### Thành tích các giải Grand Slam
| VĐ | CK | BK | TK | V# | RR | Q# | A | NH |

| Giải đấu     | 2012 | 2013 | 2014 | 2015 | 2016 | 2017 | 2018 | 2019 | SR     | T–B   | % thắng |
| ------------ | ---- | ---- | ---- | ---- | ---- | ---- | ---- | ---- | ------ | ----- | ------- |
| Úc Mở rộng   | Q1   | Q1   | V2   | TK   | V3   | V2   | V4   | V1   | 0 / 6  | 11–6  | 65%     |
| Pháp Mở rộng | A    | V2   | V1   | V3   | V3   | V2   | A    | A    | 0 / 5  | 5–5   | 50%     |
| Wimbledon    | A    | A    | TK   | V4   | V4   | V1   | V3   | V2   | 0 / 6  | 13–6  | 68%     |
| Mỹ Mở rộng   | A    | V1   | V    | V1   | V3   | V1   | V3   | V3   | 0 / 7  | 8–7   | 53%     |
| Thắng–Thua   | 0–0  | 1–2  | 7–4  | 8–4  | 9–4  | 2–4  | 7–3  | 3–3  | 0 / 24 | 37–24 | 61%     |

a Kyrgios được miễn thi đấu với Kyle Edmund ở vòng hai. Giải đấu tính là 1 thắng và 1 thua cho Kyrgios

## Kỷ lục
- Kỷ lục này ở Kỷ nguyên Mở.
- Kỷ lục in đậm nghĩa là thành tích ngang hàng.
- Kỷ lục in nghiêng là chuỗi hiện tại.

| Thời gian                    | Kỷ lục tại mỗi giải Grand Slam          | Người cùng thành tích                                                                       | Nguồn   |
| ---------------------------- | --------------------------------------- | ------------------------------------------------------------------------------------------- | ------- |
| Giải quần vợt Wimbledon 2014 | Đánh bại số 1 thế giới khi dưới 20 tuổi | Mats Wilander, Boris Becker, Stefan Edberg, Michael Chang, Mark Philippoussis, Rafael Nadal | [ 118 ] |